# نظرية الأنظمة المتمحورة حول الشخص
نظرية الأنظمة المتمحورة حول الشخص (الألمانية: Personzentrierte Systemtheorie) هي مفهوم متعدد المستويات يهدف إلى إعادة بناء وتفسير الخبرة البشرية وعمليات العمل والتفاعل بطريقة تتجنب التخفيضات غير المناسبة لتركيز المدارس العلاجية الفردية أبعد ما يمكن. تطورت من قبل عالم النفس والمعالج النفسي الألماني يورغن كريز.
يأخذ النهج في الاعتبار النتائج والجوانب من الخطابات المختلفة خاصة من العلاج النفسي الإنساني، والتآزر، علم النفس الغشتالتي، علم الأحياء بالإضافة إلى علم النفس التطوري.
نظرية الأنظمة المتمحورة حول الشخص، كما يؤكد كريز، ليست طريقة أو صندوق أدوات من الأساليب. وإنما هدفها توفير أساس نظري لدمج المساهمات القيمة من «المدارس» الفردية مع أحدث النتائج من التخصصات العلمية الأخرى.

## أربعة مستويات للعملية
في قلب نظرية الأنظمة المتمحورة حول الشخص يوجد الإنسان في عالمه اليومي مع الاهتمام الضروري بخلق عالم ملموس ومنظم بشكل هادف، من التعقيد غير المفهوم لعالم التحفيز (الفيزيائي-الكيميائي). يعين كريز العديد من العمليات ذات الصلة في أربعة مستويات للعملية. ومع ذلك، فهو يؤكد أن هذا تمييز تحليلي بحت، لأن التأثيرات من جميع المستويات الأربعة للعملية فعالة في كل لحظة على العيش والعمل. بالإضافة إلى ذلك، يمكن تمييز عمليات أخرى حسب السؤال المعني. يجب اعتبار المستويات الأربعة التالية على أنها الحد الأدنى لما يجب أن يؤخذ في الاعتبار حتى لا يجري تجاهل الآثار الأساسية بشكل منهجي.

### أ) العمليات النفسية
هذا هو المستوى الرئيسي الذي يولد فيه الناس معنى وأهمية. يرتبط البشر بالعالم من خلال التصورات والإجراءات؛ من خلال العمليات الفكرية والعامة، يقيمون هذه العمليات ويمكن أن يلاحظوا أنفسهم.

### ب) العمليات الشخصية
يتعامل هذا المستوى مع الهياكل الاجتماعية الصغيرة للأزواج أو العائلات أو الفرق التي يكون التواصل فيها وجهاً لوجه نموذجياً بالنسبة لهم. تشير مصطلحات مثل «أنماط التفاعل» أو «الهياكل التواصلية» إلى أن معنى التعبيرات ومساهمتها في التعاون المتبادل يجري التفاوض عليهما في تفاعل مشترك. يؤمن الجميع بمعرفة توقعات الآخرين ويتأثرون أو حتى يسترشدون بهذه التوقعات. إنها شبكة من التلميحات المتبادلة التي تعمل على استقرار «الواقع» حتى عندما يكون الكثير منها غير صحيح. نظراً إلى أنه نادراً ما يجري الحديث عن هذه الافتراضات الضمنية، فإن فرص التصحيح منخفضة نوعاً ما. تُظهِر التجربة اليومية، بالإضافة إلى الأبحاث، كيف يتعرض الناس لأنفسهم في كثير من الأحيان كضحايا للآخرين أو للظروف، على الرغم من أنهم بأنفسهم (دون وعي) يساهمون في الحفاظ على هذا النمط.
عادة ما ينظر العلاج النفسي والاستشارة والتدريب إلى العمليات على المستويين (أ) و (ب) وغالباً في تفاعلاتها أيضاً. ومع ذلك، فإن تأثيرات مستويين آخرين من العملية مهملة إلى حد كبير.

### ج) العمليات الثقافية
عادة، لا يخترع الناس -لا بشكل فردي أو شخصي- معنى الكلمات والجمل، وتوقعات رفقائهم من البشر، والصور الداخلية، «وكيفية العيش مع بعضهم البعض»، وما إلى ذلك. بدلاً من ذلك، تنقل الثقافات والثقافات الفرعية المختلفة المعاني التي تؤثر بشكل كبير على عمليات (أ) و (ب). يجري استخلاص القرائن حول معنى الأحداث في «هنا والآن» من وسائل الإعلام، والمحادثات مع الزملاء في العمل، ومن مصادر أخرى غير عائلية. تظل هذه التأثيرات إلى حد كبير غير واعية.
إن تأثير المستوى الثقافي، الذي يؤثر باستمرار على الناس، لا يقتصر بأي حال من الأحوال على الأحداث الثقافية - أي على ما يحدث في المنظمات أو في التشريعات أو في وسائل الإعلام. بدلاً من ذلك، تتعلق الجوانب الاجتماعية والثقافية بشكل أساسي بالطريقة التي يرى بها الأشخاص أنفسهم ويفهمون أنفسهم، وإخوانهم من بني البشر، و«العالم». يصبح هذا واضحاً بشكل خاص عند النظر في الترابط بين المستويين (أ) و (ج): إذا أراد البشر فهم أنفسهم في مشاعرهم وأفكارهم وأفعالهم، فعليهم استخدام «الأدوات الثقافية» لبيئتهم الاجتماعية. هذا صحيح بشكل خاص عندما يتعلق الأمر بعملياتهم «الذاتية» الأعمق (التأثيرات، التصورات، إلخ).
تظل تأثيرات مستوى العملية الثقافية مخفية إلى حد كبير عن الوعي اليومي. ومع ذلك، فهي مكونات أساسية للهياكل في التوقعات البشرية للعالم والآخرين بالإضافة إلى توقعاتهم الخاصة لما يتوقعه الآخرون منهم.

### د) العمليات الجسدية
وفقًا لمنطق Ciompi المؤثر، يسلط كريز الضوء على أنه في أي لحظة معينة تحدث كل من العمليات الإدراكية والنفسية والعاطفية في وقت واحد في الكائن البشري. بسبب التغيير البطيء للمعلمات البيوكيميائية، تشكل العمليات العاطفية إطاراً للعمليات المعرفية المتغيرة بسرعة مع أساسها الكهربائي الحيوي. علاوة على ذلك، فإن المعرفة الضمنية بالكائن البشري، والتي تنشأ من التجارب المبكرة وكذلك من التشكيلات التطورية، لها أهمية كبيرة. لطالما قُللَ من شأن هذا الأمر، ولكن جرت مناقشته الآن تحت مصطلح العقل «الاجتماعي».
لا يكاد البشر على دراية بالعديد من هذه التأثيرات الهيكلية للعمليات الجسدية على ما هو موصوف تحت (أ) و (ب). ومع ذلك -أو بسبب هذا على وجه التحديد- فإن هذه العمليات لها تأثير قوي للغاية.

## الاستقرار وعدم الاستقرار وتفاعل مستويات العملية الأربعة
يتفهم كريز الأعراض والمشكلات التي يتعامل معها الأشخاص في العلاج النفسي أو الاستشارة أو التوجيه باعتبارها أنماط عملية مفرطة الاستقرار. كانت هذه غالباً مناسبة وعملية في مراحل مبكرة من التطوير، لكنها لم تتكيف مع الظروف الجديدة. وذلك لأن التنمية البشرية -على مستوى الفرد وفي الأنظمة الاجتماعية- تتكون من التخلي المتكرر عن أنماط العملية الفعالة كلما ظهرت تحديات تنموية جديدة. على سبيل المثال، هناك حاجة لأنماط مختلفة من التفاعل على مستوى الأسرة اعتماداً على ما إذا كان الطفل قد ولد للتو، أو في روضة أطفال أو مدرسة، أو بلغ سن البلوغ، أو بدأ التدريب المهني، وما إلى ذلك. ينطبق الأمر نفسه على تنظيم العمليات النفسية للطفل نفسه. أيضاً، يتعين على الشركات تغيير هيكلها وعملياتها لأن بيئة الأعمال تتطور باستمرار.